# 교배형
교배형(交配型, mating type)은 암수로 성 구분이 되지 않는 균류나 단세포 생물에서 교배를 조절하는 메커니즘이다.

## 정의
교배형은 고등 생물에서 성별에 해당하는 미생물이며 동형배우자(isogamous) 및 이형접합(anisogamous) 종에서 발생한다. 그룹에 따라 다른 교배형은 "성별" 또는 생식 세포 간의 크기 차이를 나타내는 "남성" 및 "암컷" 대신 숫자, 문자 또는 단순히 "+" 및 "-"로 언급되는 경우가 많다. 배우자합체(Syngamy)는 다른 교배형을 가진 배우자 사이에서만 발생할 수 있다.